# Saltdal
Saltdal (en sami septentrional: Sálát) és un municipi situat al comtat de Nordland, Noruega. Té 4.657 habitants (2018) i la seva superfície és de 2,216.16 km². El centre administratiu del municipi és el poble de Rognan. Els altres pobles del municipi són Røkland i Lønsdal.
El municipi va ser establert l'1 de gener de 1838. La forma en nòrdic antic del nom era Salptardalr. El primer element és el cas genitiu del nom del riu Salpt (avui Saltdalselva, que transcorre a través de Saltdal) que significa "vapor fort", i l'últim element és darl que significa "vall". L'escut d'armes, concedit el 1988, mostra dos brots de d'una rosàcia de color daurat sobre un fons vermell. Fou triat per representar la naturalesa i la prevalença dels boscos de moixera de guilla del municipi.

## Història

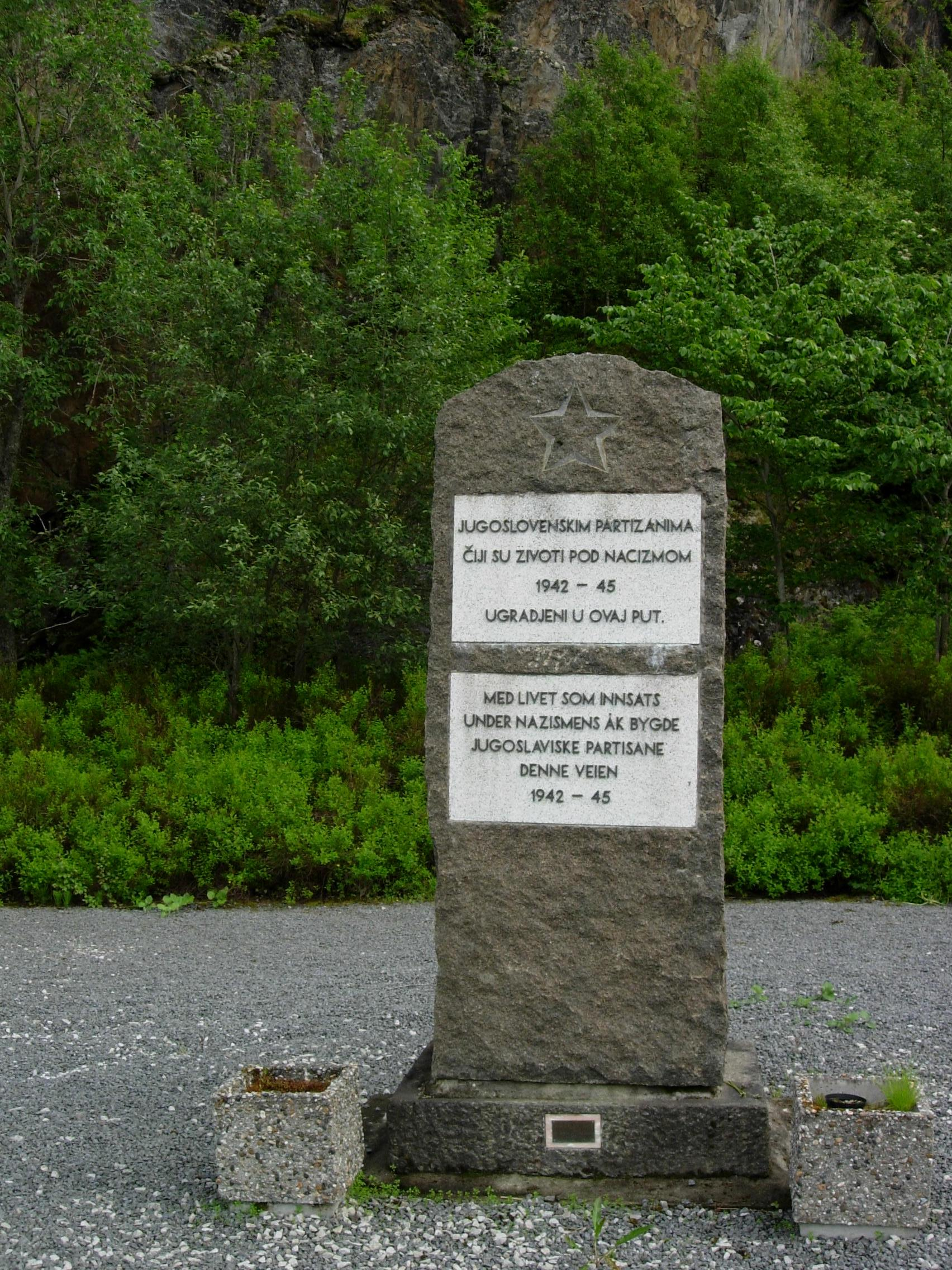
Recordatori del Camí de la sang

Durant la Segona Guerra Mundial, els alemanys van decidir allargar la línia de ferrocarril de la Línia de Nordland de Lønsdal al nord de la serra de Saltfjellet. Durant un període de tres anys, el pla original era construir una carretera i una línia de ferrocarril que arribessin fins a Narvik i després a Kirkenes, però només van aconseguir construir el ferrocarril a Bodø.
Els alemanys van allargant el camí fins a Kirkenes, que va arribar a ser conegut com a Blodvegen ("el Camí de sang") pels locals. Aquest projecte va ser realitzat per presoners de guerra en condicions extremadament dures, que procedien majoritàriament de Iugoslàvia i la Unió Soviètica. Els treballadors vivien en camps de presoners on no rebien prou menjar tenint en compte la dura feina que realitzaven al camí. Aquest fet va fer que molts dels treballadors s'acabessin morint. Un recordatori famós d'aquest camí és una creu que un dels presoners va dibuixar amb la sang del seu company recentment assassinat. Ha esdevingut una tradició repintar aquesta creu amb pintura vermella per tal que la gent que hi passa no s'oblidi mai del que hi va passar. Encara és possible caminar per aquesta carretera, que s'estén des de Saltnes a Soksenvika. A Saltnes, es troba el museu del Camí de sang.

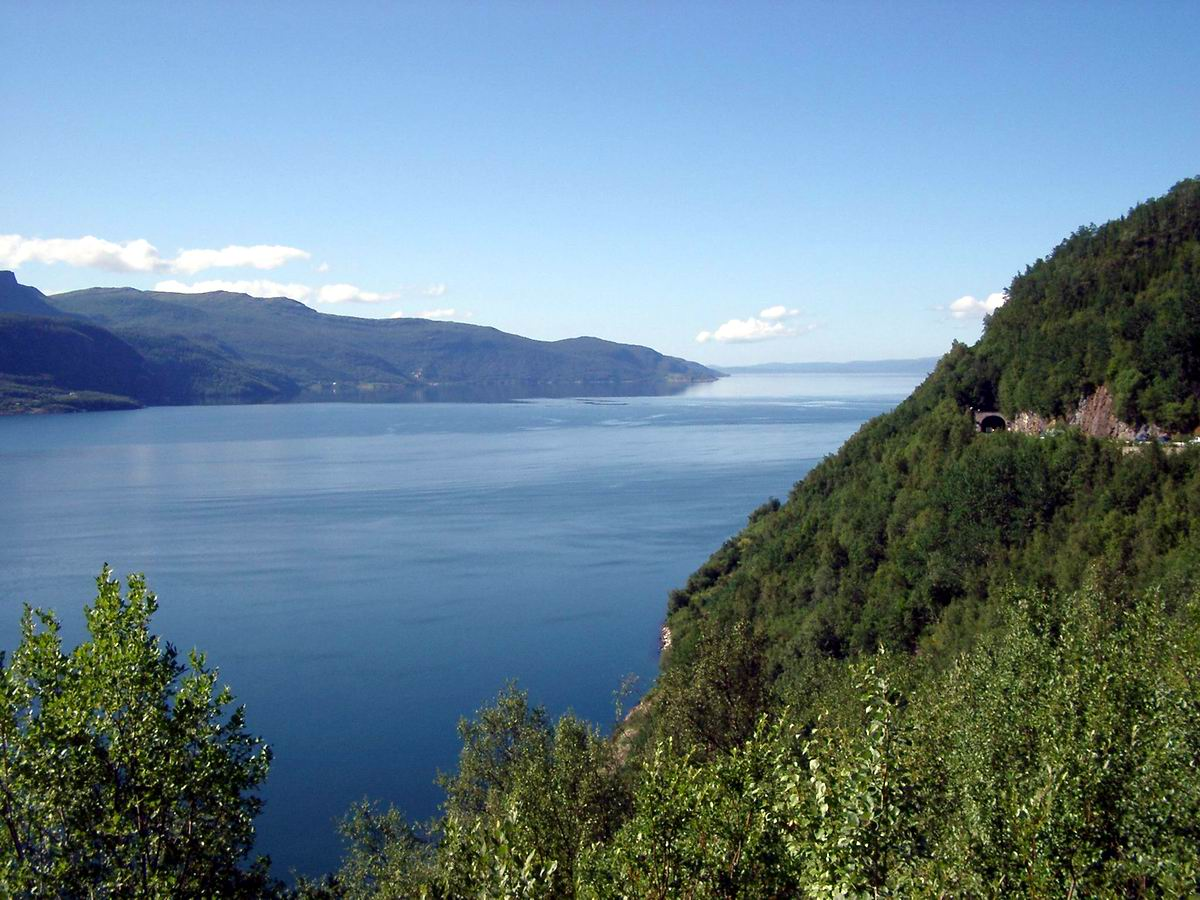
Al nord, limita amb el fiord de Saltdal, al vessant oriental del qual hi passen la carretera i el ferrocarril.

Saltdal era conegut per tenir alguns dels camps més horribles de presoners de guerra a Noruega durant la Segona Guerra Mundial. A la vall hi va haver un total de 15-18 campaments amb 9.500 presoners russos, polonesos i iugoslaus.

## Geografia
El centre principal del municipi és el poble de Rognan, a la riba sud del fiord de Saltdal. Quan s'acabà l'edat de gel i el gel es fongué fa 9.000 anys, la vall de Saltdal era un fiord al nivell del mar, però actualment es troba a una elevació de 120 metres a causa de la depressió isostàtica. La vall està situat al nord del cercle polar àrtic.
Hi ha dos parcs nacionals al municipi: el Parc Nacional de Saltfjellet-Svartisen, al sud-oest; i el Parc Nacional de Junkerdal, a l'oest. Aquests parcs fan de Saltdal un dels municipis de Noruega amb el percentatge d'àrees protegides més gran dins els seus límits. El riu Saltdalselva travessa la vall. La llera del riu brilla notablement en alguns indrets a causa dels minerals a la sorra. La vall està coberta de boscos de pi roig i bedoll i altres arbres també són comuns. Els llacs de la regió són el Balvatnet, el Fiskeløysvatnet, el Kjemåvatnet i el Nordre Bjøllåvatnet. La muntanya d'Ølfjellet també es troba al municipi.

### Clima

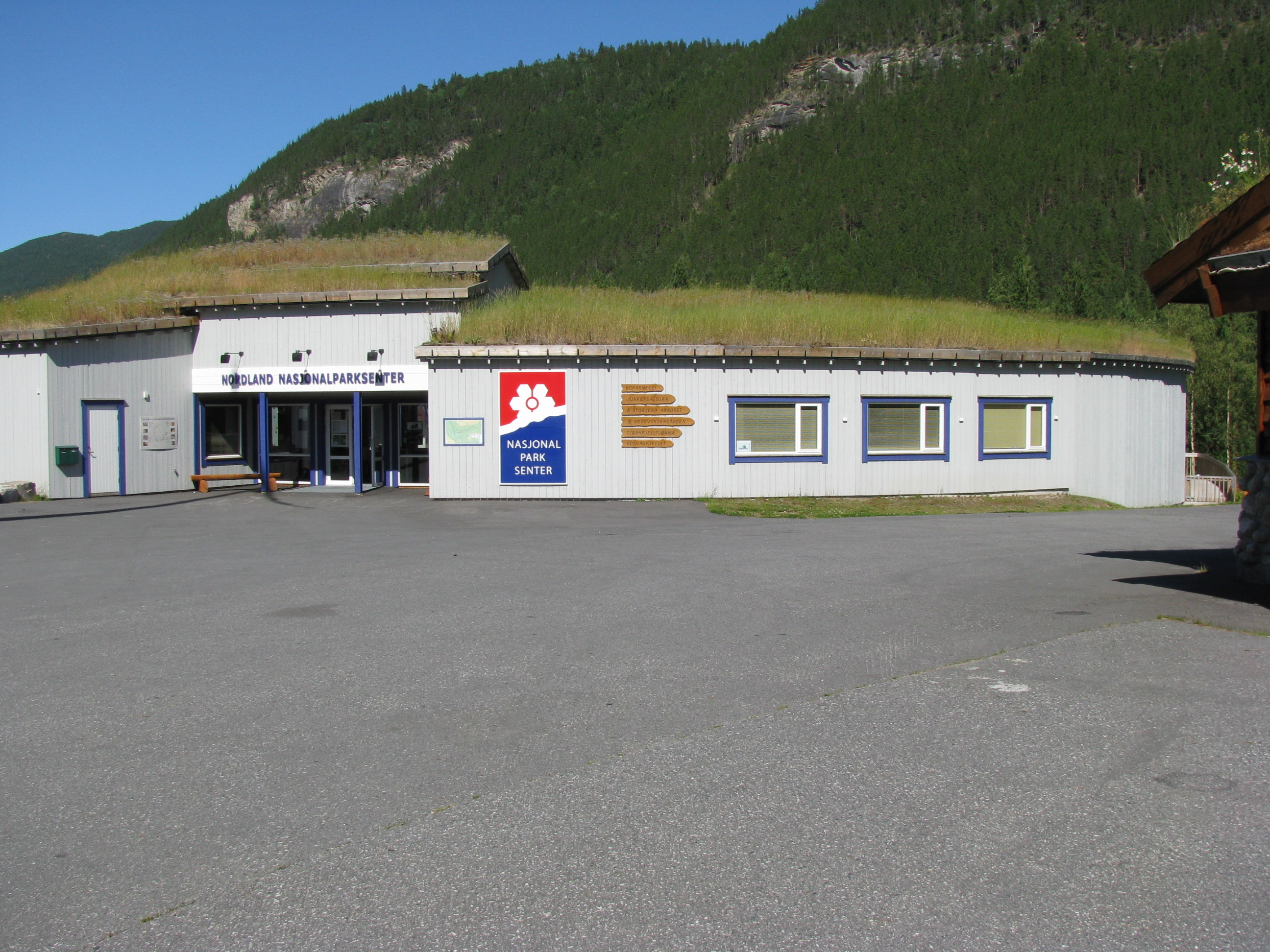
El centre dels parcs nacionals de Nordland se situa a Saltdal, a la vora de la ruta europea E06.

El municipi es troba al vessant nord-est de les muntanyes de Saltfjellet, a l'ombra de les muntanyes. Amb muntanyes que l'envolten en gairebé totes les direccions, Saltdal és una de les zones més seques de Noruega, especialment la part superior de la vall. Durant cinc anys consecutius, entre el 2001 i el 2005, i de nou entre el 2007 i el 2008, l'estació meteorològica a la part superior de la vall de Saltdal va registrar la precipitació anual més baixa en tota la Noruega continental, que va ser de tan sols 74 mil·límetres el 2005.
Situat en una vall interior, Saltdal també és conegut pels seus càlids dies d'estiu, car és amb freqüència un dels llocs més càlids de Noruega si es produeix una situació meteorològica de vents de l'est o del sud. No és estrany que les temperatures diürnes s'acostin i de vegades superin els 30 °C als mesos d'estiu. De la mateixa manera, les temperatures hivernals poden ser molt fredes, sovint caient per sota dels -20 ° en un dia clar.
Durant una onada de calor al juny del 2011, l'estació de Saltdal va registrar quatre dies seguits amb temperatures diürnes superiors als 30 °C. L'11 de juny del 2011, Saltdal va registrar una temperatura durant el dia de 33,8 °C, que va ser un nou rècord de calor al comtat de Nordland en un mes de juny.
Les mitjanes mensuals de 24 hores s'estenen de -6 °C al gener a 14 °C al juliol (1961-1990), i la mitjana anual és de 3,3 °C L'abril i maig són els mesos més secs, amb menys de 10 mil·límetres de precipitació. El juliol és el mes més plujós amb 39 mil·límetres. Aquestes dades són de la part més seca i superior de la vall, i moltes altres parts doblen aquesta precipitació. Junkerdal (a 210 metres sobre el nivell del mar) registra 600 mil·límetres per any.
| Dades climàtiques a Arkhangelsk | Dades climàtiques a Arkhangelsk | Dades climàtiques a Arkhangelsk | Dades climàtiques a Arkhangelsk | Dades climàtiques a Arkhangelsk | Dades climàtiques a Arkhangelsk | Dades climàtiques a Arkhangelsk | Dades climàtiques a Arkhangelsk | Dades climàtiques a Arkhangelsk | Dades climàtiques a Arkhangelsk | Dades climàtiques a Arkhangelsk | Dades climàtiques a Arkhangelsk | Dades climàtiques a Arkhangelsk | Dades climàtiques a Arkhangelsk |
| Mes                             | gen                             | febr                            | març                            | abr                             | maig                            | juny                            | jul                             | ag                              | set                             | oct                             | nov                             | des                             | anual                           |
| ------------------------------- | ------------------------------- | ------------------------------- | ------------------------------- | ------------------------------- | ------------------------------- | ------------------------------- | ------------------------------- | ------------------------------- | ------------------------------- | ------------------------------- | ------------------------------- | ------------------------------- | ------------------------------- |
| Màxima mitjana °C (°F)          | −2 (28)                         | −2 (28)                         | 0 (32)                          | 6 (43)                          | 11 (52)                         | 16 (61)                         | 19 (66)                         | 17 (63)                         | 12 (54)                         | 6 (43)                          | 2 (36)                          | −1 (30)                         | 7 (45)                          |
| Mínima mitjana °C (°F)          | −7 (19)                         | −7 (19)                         | −6 (21)                         | 0 (32)                          | 4 (39)                          | 8 (46)                          | 11 (52)                         | 10 (50)                         | 6 (43)                          | 1 (34)                          | −3 (27)                         | −5 (23)                         | 1 (34)                          |
| Font:                           |                                 |                                 |                                 |                                 |                                 |                                 |                                 |                                 |                                 |                                 |                                 |                                 |                                 |

## Transports

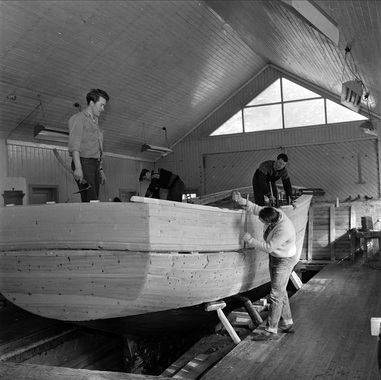
Construcció d'un vaixell a Saltdal l'any 1963.

La ruta europea E06 travessa de nord a sud Saltdal, al costat de la Línia de Nordland. Un camí que corre d'est a través de la vall de Junkerdalen condueix a Suècia. El principal aeroport més proper és l'aeroport de Bodø, a uns 90 minuts des de Rognan.

## Economia
Saltdal té una gran història en la construcció de vaixells de fusta local. Especialment abans de la Segona Guerra Mundial, la indústria de construcció de vaixells donava feina a un gran percentatge de la població de Saltdal.
Avui dia, l'empresa més gran de Saltdal és Nexans. L'empresa d'aquesta companyia de Nexans s'especialitza en cables de telecomunicacions, fibra òptica i cables de coure. També hi ha una mica d'agricultura, i moltes persones treballen en els serveis públics.